# 邮资符志
邮资符志（英語：franking）包括用于所有类别邮件的任何图案、戳记标识或合上述二者为一的组合（即“邮资已付/免付符志”），以使这些邮件有资格享受邮政服务。邮资符志的种类包括未盖销和预盖销的邮票（自粘式邮票和印在邮政用品上的邮票）、郵資機盖印的邮资机戳（通过所谓“邮资证明系统”防伪）、防止公函私用的“惩戒性”戳印、商业回函和其他许可性印记（如代资邮戳）、手写及复写的“邮资特权”签名、“义务兵邮件”戳记标识，以及万国邮政联盟192个邮政管理部门授权的任何其他形式。 

## 类型及方式

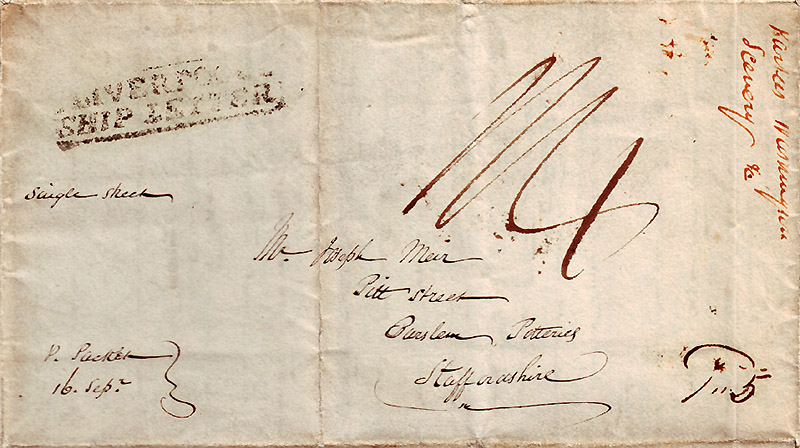
1832年无邮票单张“利物浦船信”，由宾夕法尼亚州费城的美国邮政职员手写 “Paid 5（已付5）”作为邮资缴纳的凭证

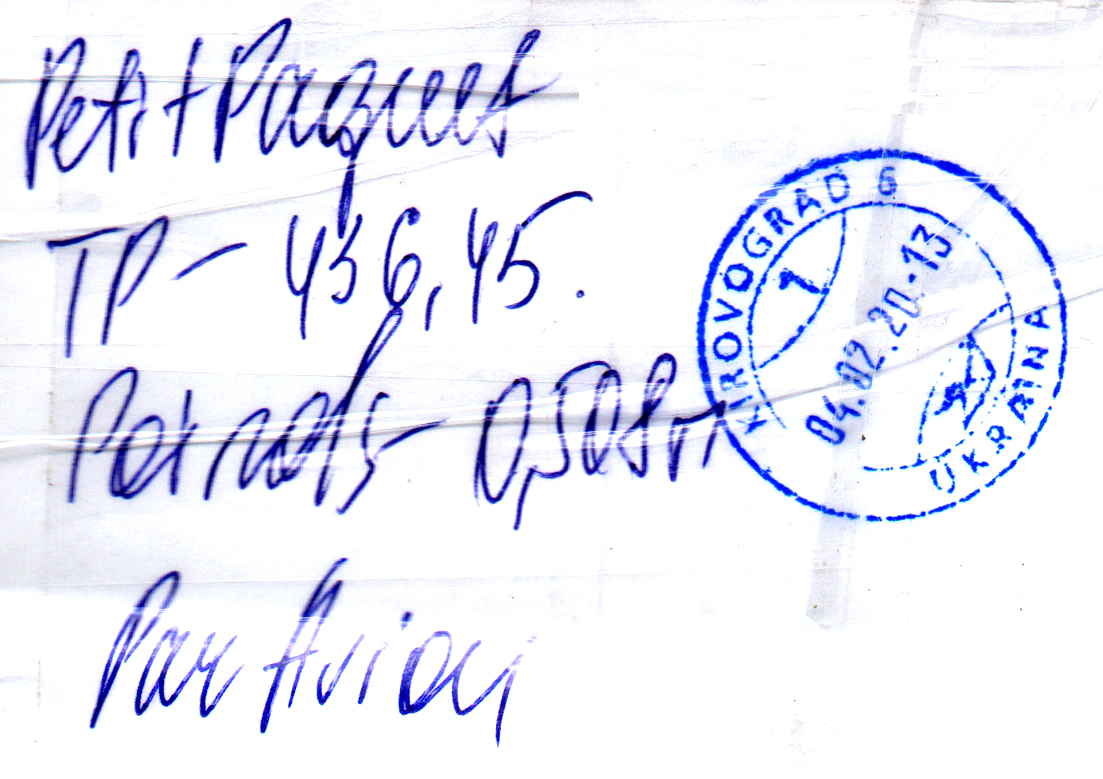
乌克兰现代带有圆形日戳的邮政营业员手写邮资符志

虽然所有邮件上能够证明其有资格享受邮政服务而贴用的邮票及用于邮件上的其他戳记标识是邮资符志，但并非所有类型及方式都适用于加盖所有类型或等级的邮件。世界各国及其他邮政管理部门都制定并规范了其邮政系统内适用于国内业务的具体邮资符志和标准。 尽管万国邮政联盟所属的192个国家的邮政系统对邮资缴纳的方式有不同的规定，但大多数类型的邮件都属于以下四种主要邮资符志类型和/或中的一种（有时是多种）：邮资（邮票等）、邮资特权、政务公函和商务回函。
万国邮政联盟负责调解因邮政法规不同和/或做法存在差异而可能产生的影响到由多个邮政管理部门提供服务的邮件类型的邮资符志问题的各种冲突。万国邮政联盟是联合国的一个专门机构，负责制定国际邮件交换的规则和技术标准。 万国邮政联盟负责协调其成员国邮政系统条例的实施，包括与邮资符志有关的条例，以便为国际邮件提供服务和交换。 1874年万国邮政联盟成立之前，国际邮件有时会使用混合邮资符志（使用不止一个国家的邮资符志），后来世界各国邮政普遍同意只投递带有原寄国邮资符志的国际邮件。

### 邮资（邮票等）

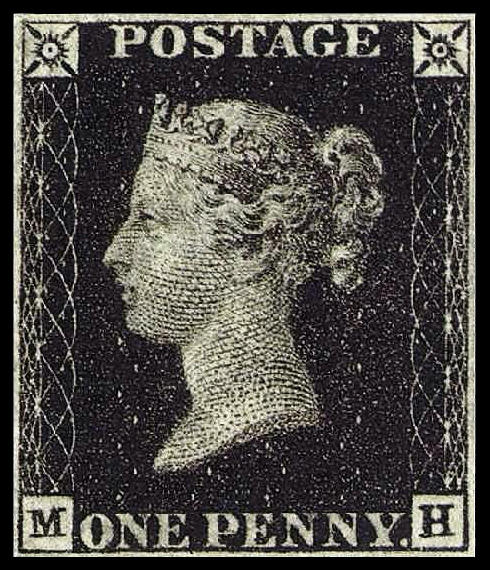
1840，英国

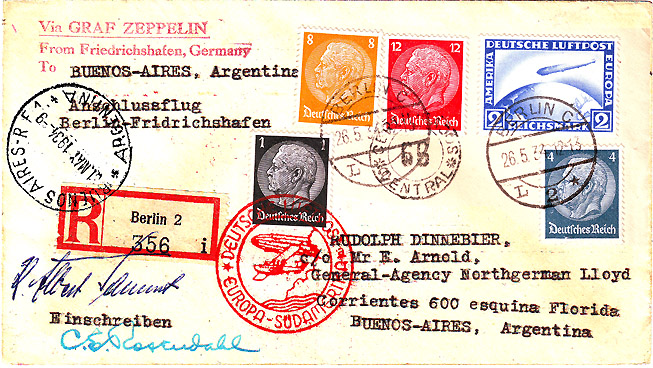
德国国际航空邮件实寄封（柏林-布宜诺斯艾利斯，通过LZ 127齐伯林伯爵号飞机运输）

“邮资”（英語：postage）这一邮资符志是被邮政系统或提供邮政服务的系统所认可和接受的实际使用及保留的邮票或任何其他戳记标识，表明为邮件提供或已提供的服务等级支付了足够的费用。英国于1840年（“黑便士”）和1841年（“红便士”）发行世界上第一枚邮票之前，预付邮资符志只通过手写或手戳的“已付”戳记标识和收取的费用金额的形式使用。 美国第一枚邮票是1847年发行的红棕色五美分富兰克林。

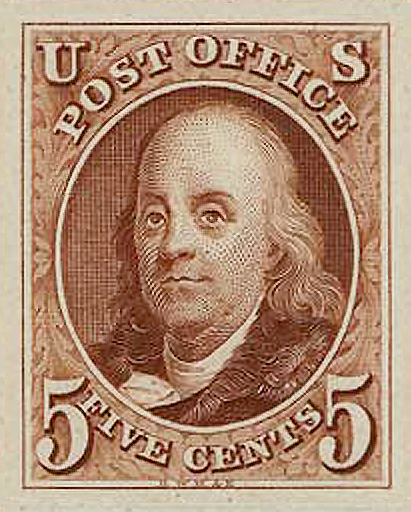
1847，美国

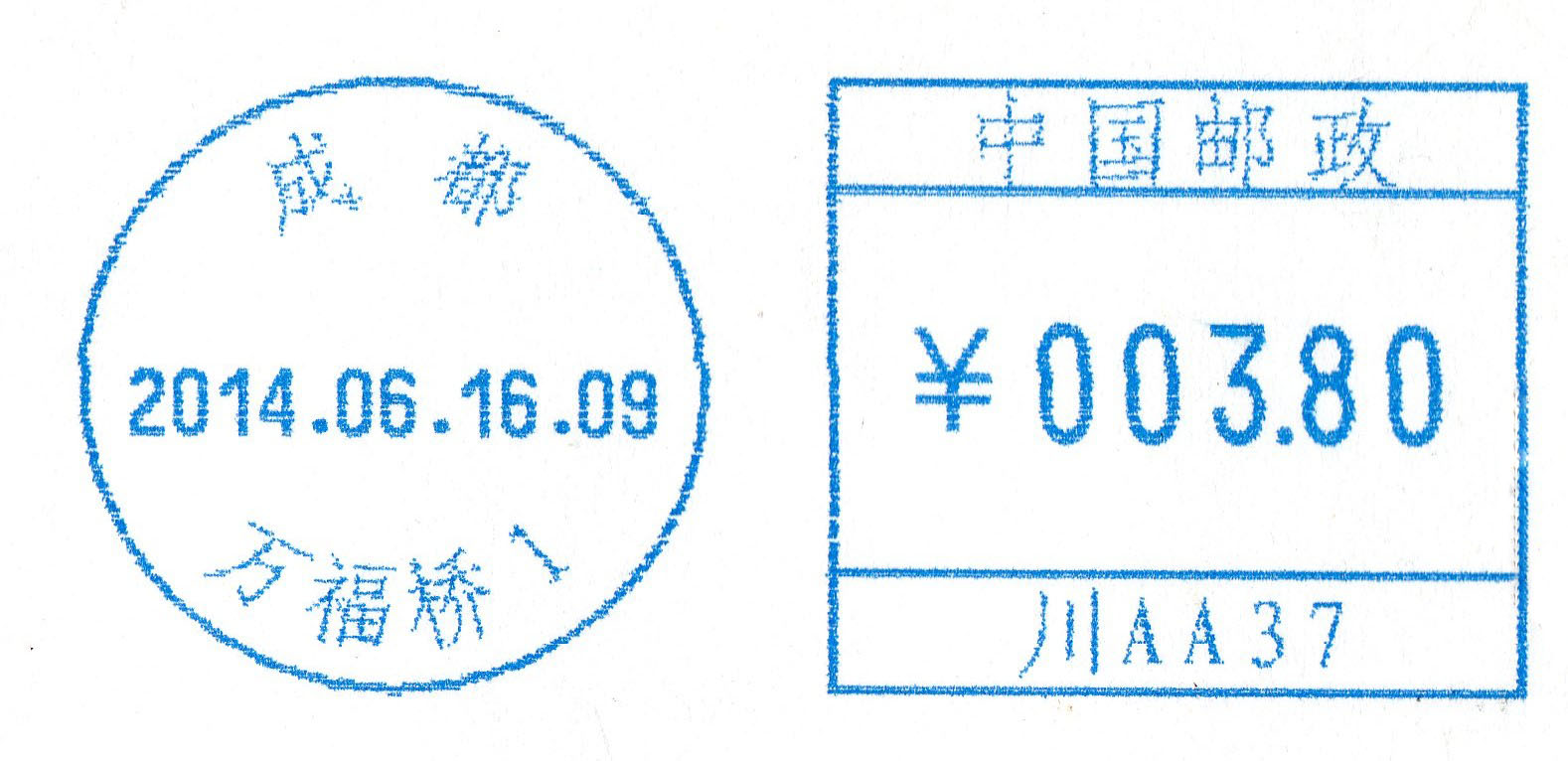
中国邮政的机打邮资符志，即邮资机戳

除邮票外，邮资符志还可以是以授权格式制作、直接由邮资机打印或加盖的戳印，如邮资机戳、电脑生成的邮资标签（电子邮票）、其他类似的方式（“邮资证明系统”）、 任何经邮政服务机构许可证授权的预打印“邮资已付”通告（“代资邮戳”）或邮政服务机构接受并由其条明确的任何其他各种戳记标识，作为预付适当邮资的证明。邮资符志还包括“欠资”邮票或邮政服务机构注明应在投递时补足短缺或遗漏邮费的戳记标识。 部分国家允许寄件人在网上购买一次性代码，然后手写在邮件上作为邮资符志，例如荷兰在2013年推出的Postzegelcode。

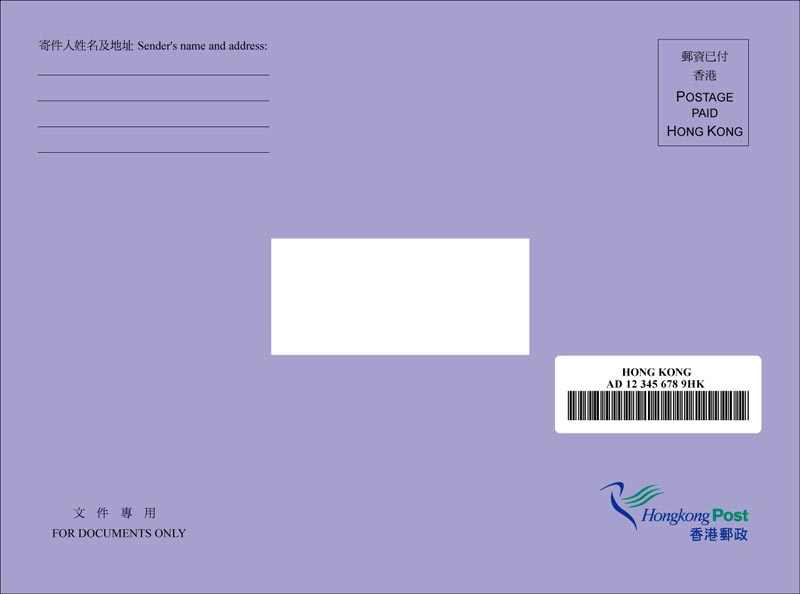
香港邮政推出的「郵資已付信封」

香港邮政的「郵資已付信封」也是邮资符志的一种，它適用於提交政府部門各類型的申請表格。它採用單一收費模式，令寄件人無需顧慮計算郵資的問題。妥為封好的「郵資已付信封」，只要內載文件不超出信封的容量， 即可放入郵箱或於各郵政局投寄。每個郵資已付信封只限使用一次。不得剪出郵資已付信封上的郵資已付標記，以支付投寄其他郵件的郵資。

### 邮资特权

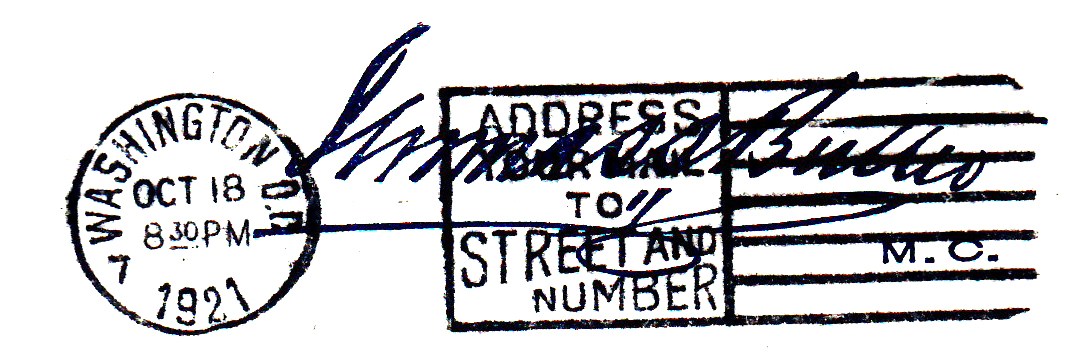
机器盖销的美国国会免费邮寄权签名

西方国家的“邮资特权”（英語：Franking privilege）指某些政府官员（特别是立法者）及法律或邮政法规指定的其他人通过其亲笔签名或打印复写签名而得以免付邮资。 这样，信件或其他包裹就可以在不贴邮票的情况下寄出。在美国，这被称为 “国会免费邮寄权”，只能用于政务公函。
- 在香港，郵政署條例賦予香港郵政署長在各地之間運送信件，以及執行所有如收信與派遞等附帶服務的特權。[16]
- 在意大利，寄给意大利总统的邮件一度免费，直到1999年这项邮资特权被废除。[17]
- 在新西兰，个人写信给国会议员可以免邮费。[18]

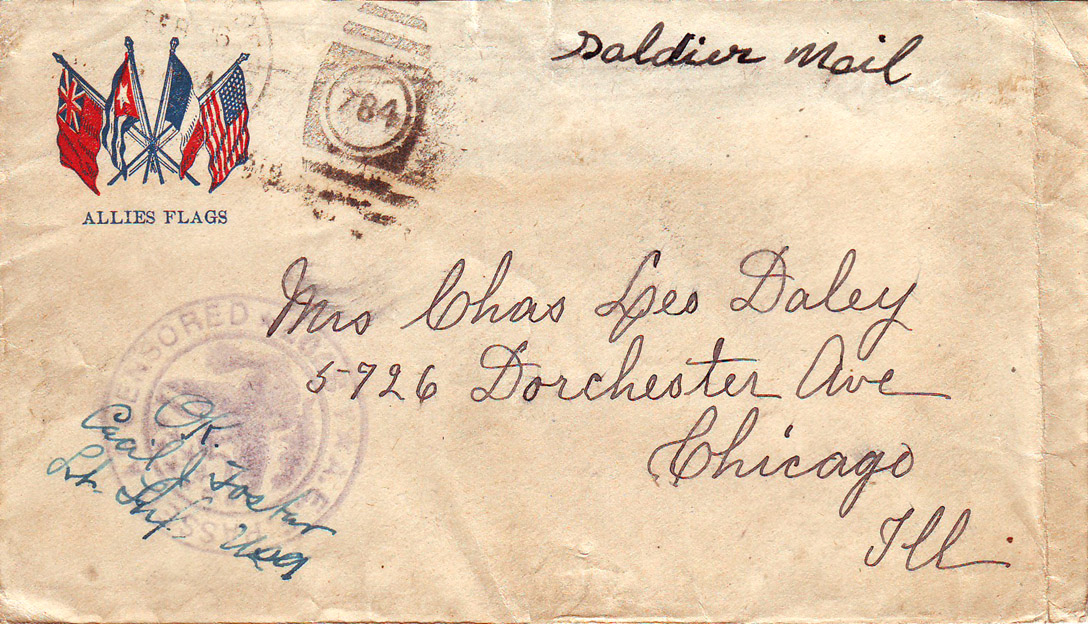
一战手写享有免费邮寄权的“义务兵邮件”

除了此类邮资特权外，各国政府和/或邮政管理部门还不时（特别是在战争时期）授权现役军人和其他指定个人免费寄送邮件，只需在邮件上手写“免费”或“士兵邮件”等类似字样来代替邮资符志，或使用合适的免费邮寄邮政用品。在美国，除非另行指定，军用和民用邮政系统都将此类邮件作为普通邮件接收处理。 在中国大陆，义务兵从部队发出的私人通信用20克以内平信可享受免费邮寄的邮资特权，这类信件上会加盖三角形“义务兵免费信件”红色戳记。

### 政务公函

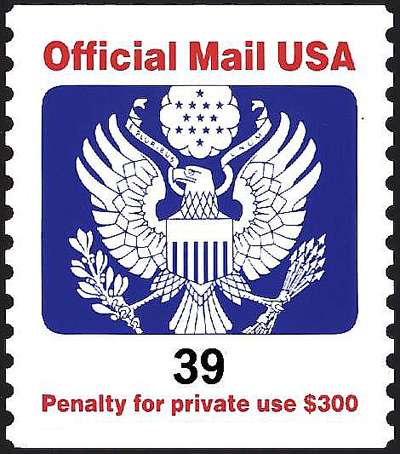
美国的公函私用惩戒性邮票

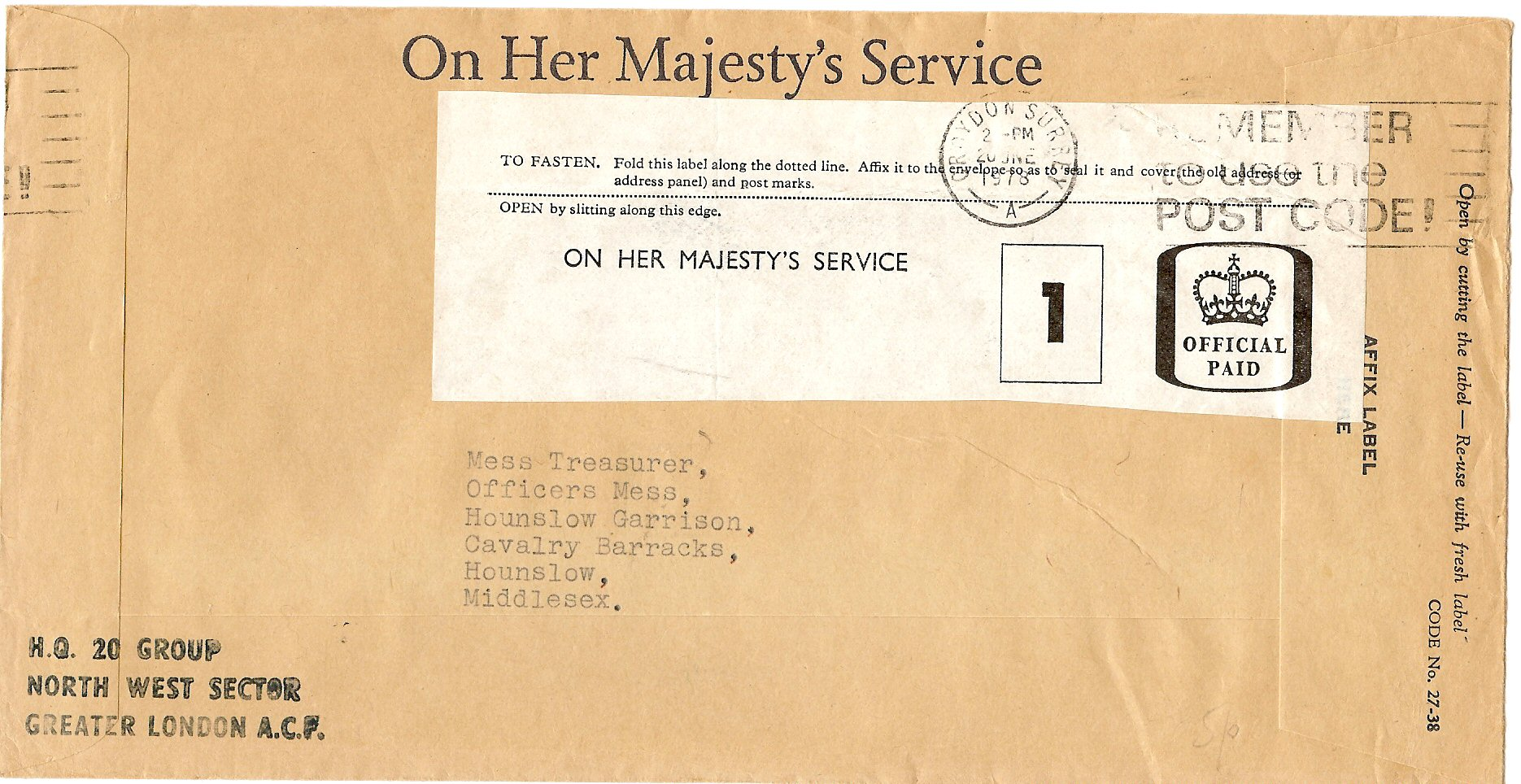
英国约1978年的政务公函邮资符志

“政务公函”（英語：Official Business）邮资符志是任何印在或贴在指定用于国家政府（即也有邮政管理部门的政府）政务公函上证明其有资格享受邮政服务而无需支付任何额外邮资的邮资符志。 在英联邦国家，这类打印的邮资符志读作“公函已付（英語：Official Paid）”，由政府部门将其用于邮戳、用品、不干胶标签、公函邮票以及手盖或机打邮票上。
在加拿大，君主、总督、参议院议员、众议院议员、众议院秘书、议会图书馆馆长、副馆长、议会官员以及参议院道德官均享有邮资特权，寄给或寄自这些人的邮件均可免费邮寄。众议院议员的大宗邮件每年限四次，且仅限投递至议员本人的选区。个人可以免费向上述任何一位公职人员寄送信件。

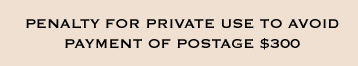
美国“惩戒性”邮资符志

在美国，此类邮件是使用包含“惩戒性”邮资符志（“公函私用逃避支付邮资罚款300美元”）和/或贴有适当资费的惩戒性邮票（PMS）的邮政用品或地址标签寄出的。. 除非另行指定（如大宗邮件），这类邮件通常作为普通邮件（或其他等效邮件）寄出。

### 商务回函

美国商务回函邮资符志

商务回函（英語：Business Reply Mail, BRM）邮资符志是一种预先印制的凭证，其上印有特许编号，授权将印有该标记的邮件作为普通邮件在已授权的邮政服务处交寄，交寄者无需预付邮资（国际回邮可指定航空邮件为服务等级）。商务回函的邮资由特别许可证持有者在邮件妥投到许可证授权的、预打印在封皮上的指定地址时支付。美国政府也使用商务回函准予与公务有关的回信。

## 另请参见
- 邮票
- 邮资图案
- 邮资机戳
- 代资邮戳
- 商業回郵
- 免費郵遞